# Dérivée logarithmique
En mathématiques et plus particulièrement en analyse et en analyse complexe, la dérivée logarithmique d'une fonction f dérivable ne s'annulant pas est la fonction :
{\displaystyle {\mathcal {L}}(f)=\displaystyle {\frac {f'}{f}}}
où f' est la dérivée de f.
Lorsque la fonction f est à valeurs réelles strictement positives, la dérivée logarithmique coïncide avec la dérivée de la composée {\displaystyle \ln \circ f} de f par la fonction logarithme ln, comme le montre la formule de la dérivée d'une composée de fonctions.

## Formules
Les relations qui suivent découlent de la définition (mais on peut également les obtenir en utilisant les propriétés du logarithme) : partant de la formule classique de Leibniz :
{\displaystyle (uv)'=u'v+uv'}, il vient
{\displaystyle {\mathcal {L}}(uv)={\frac {(uv)'}{uv}}={\frac {u'v+uv'}{uv}}={\frac {u'}{u}}+{\frac {v'}{v}}={\mathcal {L}}(u)+{\mathcal {L}}(v),}
qui exprime que la « dérivée logarithmique d'un produit est égale à la somme des dérivées logarithmiques des facteurs ».
De même, partant de la formule de dérivée d'un quotient :
{\displaystyle \displaystyle \left({\frac {u}{v}}\right)'={\frac {u'v-uv'}{v^{2}}}}, on obtient :
{\displaystyle {\mathcal {L}}(u/v)={\frac {v(u'v-uv')}{uv^{2}}}={\frac {u'v-uv'}{uv}}={\frac {u'}{u}}-{\frac {v'}{v}}={\mathcal {L}}(u)-{\mathcal {L}}(v),}
et partant de {\displaystyle (u^{\alpha })'=\alpha u'u^{\alpha -1}}, on obtient
{\displaystyle {\mathcal {L}}(u^{\alpha })=\alpha {\mathcal {L}}(u)}.
La formule initiale est applicable à un produit de n fonctions dérivables sur un même intervalle {\displaystyle I} de {\displaystyle \mathbb {R} } et à valeurs dans {\displaystyle \mathbb {R} ^{*}} telle que :
{\displaystyle {\mathcal {L}}(f_{1}f_{2}f_{3}...f_{n})={\frac {(f_{1}f_{2}f_{3}..f_{n})'}{f_{1}f_{2}f_{3}..f_{n}}}={\frac {f_{1}'}{f_{1}}}+{\frac {f_{2}'}{f_{2}}}+{\frac {f_{3}'}{f_{3}}}+...+{\frac {f_{n}'}{f_{n}}}={\mathcal {L}}(f_{1})+{\mathcal {L}}(f_{2})+{\mathcal {L}}(f_{3})+...+{\mathcal {L}}(f_{n})}
soit :
{\displaystyle {\mathcal {L}}\left(\prod _{k=1}^{n}f_{k}\right)=\sum _{k=1}^{n}{{\mathcal {L}}(f_{k})}.}

## Facteurs intégrants
L'idée de la dérivée logarithmique est assez proche de celle de la méthode des facteurs intégrants, pour les équations différentielles du premier ordre. En termes d'opérateur, on écrit l'opérateur de différentiation
{\displaystyle D={\frac {\rm {d}}{{\rm {d}}x}}}
et soit M l'opérateur de multiplication par une fonction G donnée.
Alors
{\displaystyle M^{-1}DM}
peut être écrit (d'après la règle de dérivation d'un produit) sous la forme
{\displaystyle D+M^{*}}
où D + M* désigne l'opérateur de multiplication par la dérivée logarithmique de G, c'est-à-dire par
{\displaystyle {\frac {G\,'}{G}}}
Souvent, on donne un opérateur tel que
{\displaystyle D+F=L}
et il faut résoudre l'équation
{\displaystyle L(h)=f}
d'inconnue h, f étant donnée. Cela amène à résoudre 
{\displaystyle {\frac {G\,'}{G}}=F}
qui a pour solution
{\displaystyle \exp \circ \int F}
où {\displaystyle \int F} est une primitive quelconque de f.

## Analyse complexe
La définition peut être étendue à d'autres fonctions et par exemple si f est une fonction méromorphe, alors la définition a un sens en tous les nombres complexes qui ne sont ni des zéros de f, ni des pôles de f. De plus en un zéro ou un pôle, la dérivée logarithmique s'analyse à partir du cas particulier de {\displaystyle z\mapsto z^{n}} où n est un entier non nul. Dans ce cas, la dérivée logarithmique est égale à {\displaystyle z\mapsto {\frac {n}{z}}}.
Et on peut en déduire que de façon générale pour une fonction méromorphe f, toutes les singularités de la dérivée logarithmique de f sont des pôles simples, de résidu n d'un zéro d'ordre n, de résidu -n d'un pôle d'ordre n. Ce fait est souvent exploité dans les calculs d'intégrales de contour.
La dérivée logarithmique est centrale dans l'énoncé du principe de l'argument.

## Dérivée logarithmique et forme invariante sur le groupe multiplicatif d'un corps
Derrière l'utilisation des dérivées logarithmiques se cachent deux faits importants concernant GL1, le groupe multiplicatif des réels ou d'un corps commutatif quelconque. L'opérateur différentiel {\displaystyle \displaystyle X^{-1}{\frac {\rm {d}}{\mathrm {d} X}}}
est invariant par translation (ne change pas lorsqu'on remplace X par aX, a étant une constante), et la forme différentielle {\displaystyle {\frac {\mathrm {d} X}{X}}} est de même invariante. Pour une fonction f à valeurs dans GL1, la forme différentielle {\displaystyle {\frac {\mathrm {d} F}{F}}} est ainsi le pullback de cette forme invariante.
De même, la dérivée logarithmique peut être définie dans tout corps différentiel ; c'est le point de départ d'une partie de la théorie de Galois différentielle.